# Parafia archikatedralna Wniebowzięcia Najświętszej Maryi Panny w Gnieźnie
Parafia Archikatedralna Wniebowzięcia Najświętszej Maryi Panny w Gnieźnie – parafia rzymskokatolicka w Gnieźnie należąca do dekanatu gnieźnieńskiego I. Mieści się przy ulicy Łaskiego. Prowadzą ją księża diecezjalni. Erygowana w 1960 roku przy archikatedrze gnieźnieńskiej.

## Zasięg parafii
Do parafii należą wierni mieszkający w Gnieźnie, w obrębie następujących ulic: Agatowa, Józefa Bema, Bzowa, Drobna, Gołębia, Górna, Kłeckoska, Kolegiaty, Łanowa, Łaskiego, Młodzieży Polskiej, Młyńska, Myśliwiecka, Okopowa, Piekary, Powstańców Wielkopolskich, Radosna, Rzemieślnicza, Szafirowa, Świętego Wojciecha (część), Tumska, Turkusowa, Zachodnia, Zakątek, Żabia, Żerniki) oraz wsiach: Obora, Piekary i Pyszczynek.